# 카티프 첼레비
카티프 첼레비(아랍어: اتب جلبي, Kâtip Çelebi, 1609년 2월 ~ 1657년 9월 26일)는 17세기 오스만 제국의 튀르키예인 박식가, 작가이다. 서지학 백과사전인 《케슈퓌즈주눈》(Kaşf az-Zunūn), 지리학 백과인 《지한뉘마》(Cihânnümâ) 등을 편찬하였다.

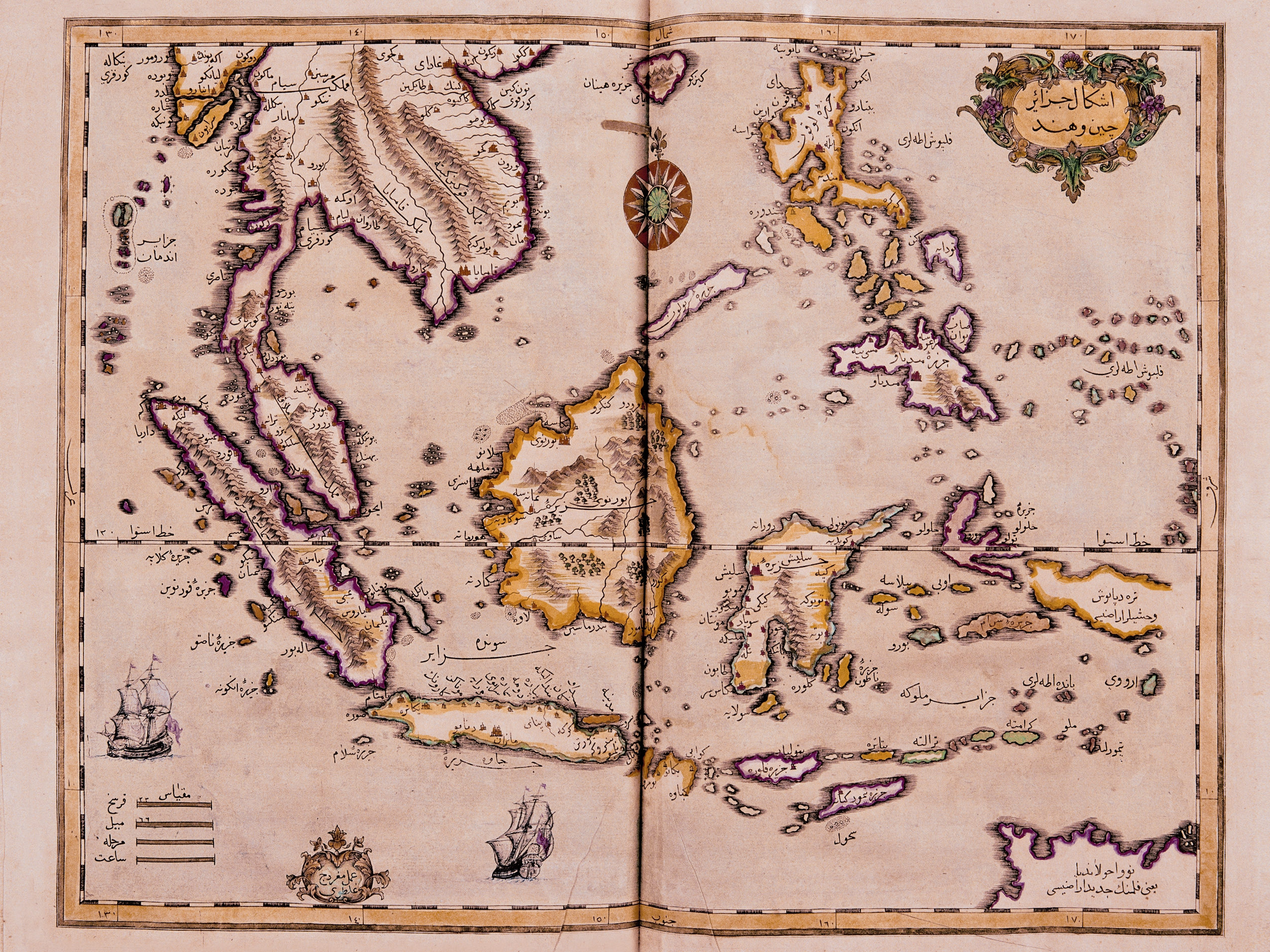
이브라힘 뮈테페리카가 1728년 출판한 《지한뉘마》에 묘사된 인도양과 중국해